# Mike Riordan
Michael W. Riordan (nacido el 9 de julio de 1945 en Nueva York, Nueva York) es un exjugador de baloncesto estadounidense que jugó durante 9 temporadas en la NBA. Con 1,93 metros de altura, lo hacía en la posición de escolta.

## Trayectoria deportiva

### Universidad
Jugó durante cuatro temporadas con los Universidad de Providence de la Providence College.

### Profesional
Fue elegido en la decimosegunda ronda del Draft de la NBA de 1969, en el puesto 128, por New York Knicks, pero no encontró hueco en el equipo esa temporada, jugando un año en los Allentown Jets de la CBA. Al año siguiente fue llamado por fin pr los Knicks, pero apenas tuvo minutos de juego. Pero en la temporada 1969-70 tuvo una participación más destacada, promediando 7,7 puntos, 2,4 rebotes y 2,5 asistencias, en una ño en el que ganaron el anillo de campeones de la NBA.
Nada más comenzar la temporada 1971-72 fue traspasado a Baltimore Bullets junto con Dave Stallworth a cambio de Earl Monroe. Allí jugaría al año siguiente su mejor temporada como profesional, promediando 18,1 puntos, 5,2 asistencias y 4,9 rebotes por partido, siendo elegido además en el segundo mejor quinteto defensivo de la NBA.
Jugó durante cuatro temporadas más con los Bullets, ya con el equipo en Washington, retirándose con 31 años de edad. En el total de su trayectoria promedió 9,9 puntos y 2,9 rebotes por partido.

## Estadísticas de su carrera en la NBA

### Temporada regular
| Temporada | Edad | Equipo             | Liga | P   | TIT | MIN  | TC  | TCA  | %TC  | 3P | 3PA | %3P | TL  | TLA | %TL  | R.OF. | R.DEF. | REB | ASIS | ROB | TAP | PER | FP  | PTS  |
| 1968-69   | 23   | New York Knicks    | NBA  | 54  |     | 7.4  | 0.9 | 2.7  | .340 |    |     |     | 0.5 | 0.8 | .667 |       |        | 1.1 | 0.9  |     |     |     | 1.7 | 2.3  |
| 1969-70   | 24   | New York Knicks    | NBA  | 81  |     | 20.7 | 3.1 | 6.8  | .464 |    |     |     | 1.4 | 2.0 | .691 |       |        | 2.4 | 2.5  |     |     |     | 2.4 | 7.7  |
| 1970-71   | 25   | New York Knicks    | NBA  | 82  |     | 16.1 | 2.0 | 4.7  | .418 |    |     |     | 0.8 | 1.3 | .620 |       |        | 2.1 | 1.5  |     |     |     | 1.8 | 4.8  |
| 1971-72   | 26   | TOTAL              | NBA  | 58  |     | 23.7 | 4.0 | 8.6  | .467 |    |     |     | 1.4 | 2.1 | .677 |       |        | 2.2 | 2.2  |     |     |     | 2.2 | 9.5  |
| 1971-72   | 26   | New York Knicks    | NBA  | 4   |     | 8.3  | 1.0 | 2.8  | .364 |    |     |     | 0.0 | 0.3 | .000 |       |        | 0.3 | 0.5  |     |     |     | 0.5 | 2.0  |
| 1971-72   | 26   | Baltimore Bullets  | NBA  | 54  |     | 24.9 | 4.2 | 9.0  | .469 |    |     |     | 1.6 | 2.3 | .683 |       |        | 2.4 | 2.3  |     |     |     | 2.4 | 10.0 |
| 1972-73   | 27   | Baltimore Bullets  | NBA  | 82  |     | 42.3 | 8.0 | 15.6 | .510 |    |     |     | 2.2 | 2.7 | .821 |       |        | 4.9 | 5.2  |     |     |     | 2.6 | 18.1 |
| 1973-74   | 28   | Capital Bullets    | NBA  | 81  |     | 39.9 | 7.1 | 15.1 | .472 |    |     |     | 1.7 | 2.1 | .782 | 1.5   | 3.2    | 4.7 | 3.3  | 1.3 | 0.2 |     | 2.9 | 15.9 |
| 1974-75   | 29   | Washington Bullets | NBA  | 74  |     | 29.6 | 7.0 | 14.3 | .492 |    |     |     | 1.3 | 1.6 | .838 | 1.2   | 2.6    | 3.8 | 2.7  | 1.0 | 0.1 |     | 3.2 | 15.4 |
| 1975-76   | 30   | Washington Bullets | NBA  | 78  |     | 24.9 | 3.7 | 8.5  | .440 |    |     |     | 0.9 | 1.2 | .740 | 0.6   | 1.8    | 2.4 | 1.6  | 0.7 | 0.2 |     | 2.6 | 8.4  |
| 1976-77   | 31   | Washington Bullets | NBA  | 49  |     | 5.9  | 0.7 | 1.9  | .362 |    |     |     | 0.2 | 0.3 | .733 | 0.1   | 0.4    | 0.6 | 0.4  | 0.1 | 0.0 |     | 0.7 | 1.6  |
| Total     |      |                    | NBA  | 639 |     | 24.9 | 4.3 | 9.2  | .470 |    |     |     | 1.2 | 1.7 | .744 | 0.9   | 2.2    | 2.9 | 2.4  | 0.8 | 0.1 |     | 2.3 | 9.9  |

### Playoffs
| Temporada | Edad | Equipo             | Liga | P  | MIN  | TCA | TC  | 3PA | 3P | TLA | TL  | R.OF. | REB | ASIS | ROB | TAP | PER | FP  | PTS | %TC  | %3P | %FT  | MIN  | PTS  | REB | AST |
| 1968-69   | 23   | New York Knicks    | NBA  | 10 | 108  | 20  | 39  |     |    | 12  | 16  |       | 17  | 3    |     |     |     | 27  | 52  | .513 |     | .750 | 10.8 | 5.2  | 1.7 | 0.3 |
| 1969-70   | 24   | New York Knicks    | NBA  | 19 | 296  | 53  | 109 |     |    | 25  | 35  |       | 46  | 27   |     |     |     | 33  | 131 | .486 |     | .714 | 15.6 | 6.9  | 2.4 | 1.4 |
| 1970-71   | 25   | New York Knicks    | NBA  | 12 | 168  | 20  | 52  |     |    | 6   | 8   |       | 30  | 9    |     |     |     | 26  | 46  | .385 |     | .750 | 14.0 | 3.8  | 2.5 | 0.8 |
| 1971-72   | 26   | Baltimore Bullets  | NBA  | 6  | 161  | 33  | 57  |     |    | 17  | 21  |       | 15  | 11   |     |     |     | 18  | 83  | .579 |     | .810 | 26.8 | 13.8 | 2.5 | 1.8 |
| 1972-73   | 27   | Baltimore Bullets  | NBA  | 5  | 231  | 28  | 62  |     |    | 19  | 24  |       | 18  | 15   |     |     |     | 16  | 75  | .452 |     | .792 | 46.2 | 15.0 | 3.6 | 3.0 |
| 1973-74   | 28   | Capital Bullets    | NBA  | 7  | 267  | 36  | 87  |     |    | 14  | 16  | 7     | 24  | 17   | 4   | 2   |     | 28  | 86  | .414 |     | .875 | 38.1 | 12.3 | 3.4 | 2.4 |
| 1974-75   | 29   | Washington Bullets | NBA  | 17 | 378  | 60  | 151 |     |    | 14  | 18  | 12    | 41  | 27   | 16  | 2   |     | 49  | 134 | .397 |     | .778 | 22.2 | 7.9  | 2.4 | 1.6 |
| 1975-76   | 30   | Washington Bullets | NBA  | 6  | 31   | 3   | 8   |     |    | 0   | 0   | 1     | 6   | 1    | 0   | 0   |     | 5   | 6   | .375 |     |      | 5.2  | 1.0  | 1.0 | 0.2 |
| 1976-77   | 31   | Washington Bullets | NBA  | 2  | 8    | 0   | 2   |     |    | 0   | 0   | 0     | 2   | 1    | 0   | 0   |     | 1   | 0   | .000 |     |      | 4.0  | 0.0  | 1.0 | 0.5 |
| Total     |      |                    | NBA  | 84 | 1648 | 253 | 567 |     |    | 107 | 138 | 20    | 199 | 111  | 20  | 4   |     | 203 | 613 | .446 |     | .775 | 19.6 | 7.3  | 2.4 | 1.3 |